# Championnat d'Europe masculin de rink hockey 1930
Navigation
Championnat d'Europe masculin 1929 Championnat d'Europe masculin 1931
Le Championnat d'Europe de rink hockey masculin 1930 est la 5e édition de la compétition organisée par le Comité européen de rink hockey et réunissant les meilleures nations européennes. Cette édition a lieu à Herne Bay, en Angleterre.
Alors que l'Italie déclare forfait pour la compétition, l'équipe du Portugal fait sa première apparition dans la compétition.
L'équipe d'Angleterre remporte pour la cinquième fois consécutive le titre européen de rink hockey.

## Participants
Six équipes prennent part à cette compétition.
- Allemagne
- Angleterre
- Belgique
- France
- Portugal
- Suisse : représentée par l'équipe du Montreux HC[1]

## Résultats
| Rang | Équipe     | Pts | J | G | N | P | Bp | Bc | Diff |  | Résultats  |  |     |     |     |     |     |
| ---- | ---------- | --- | - | - | - | - | -- | -- | ---- |  | ---------- |  | --- | --- | --- | --- | --- |
| 1    | Angleterre | 10  | 5 | 5 | 0 | 0 | 26 | 5  | +21  |  | Angleterre |  | 6-0 | 4-2 | 5-2 | 6-0 | 5-1 |
| 2    | France     | 7   | 5 | 3 | 1 | 1 | 7  | 9  | -2   |  | France     |  |     | 1-1 | 3-1 | 1-0 | 2-1 |
| 3    | Allemagne  | 6   | 5 | 2 | 2 | 1 | 10 | 5  | +5   |  | Allemagne  |  |     |     | 2-0 | 0-0 | 5-0 |
| 4    | Suisse     | 3   | 5 | 1 | 1 | 3 | 7  | 12 | -5   |  | Suisse     |  |     |     |     | 3-1 | 1-1 |
| 5    | Belgique   | 3   | 5 | 1 | 1 | 3 | 4  | 11 | -7   |  | Belgique   |  |     |     |     |     | 3-1 |
| 6    | Portugal   | 1   | 5 | 0 | 1 | 4 | 4  | 16 | -12  |  | Portugal   |  |     |     |     |     |     |